# Rock Island Line
Rock Island Line est une chanson folk américaine écrite par Kelly Pace et enregistrée pour la première fois par le musicologue et folkloriste John Lomax en 1934, chantée par Pace et d'autres détenus dans une prison d'État de l'Arkansas. Elle est ensuite popularisée par Leadbelly. Cette chanson parle de la ligne de chemin de fer Chicago, Rock Island and Pacific Railroad.
Plusieurs versions sont enregistrées par d'autres artistes dont la plus significative est celle de Lonnie Donegan dans le milieu des années 1950, et devient avec sa version « un des singles les plus populaires et les plus vendus en Grande Bretagne avant l’avènement des Beatles, cette chanson lance le skiffle craze ». 
En 1995, la version de Donegan est sélectionnée par le Rock and Roll Hall of Fame, comme l'une des « 500 chansons qui ont façonné le rock 'n' roll ».
La Mano Negra reprendra également cette chanson en 1988. Ringo Starr la reprendra aussi sur son album Ringo 2012 publié en 2012.